# László Moholy-Nagy
László Moholy-Nagy, född 20 juli 1895 i Bácsborsód, död 24 november 1946 i Chicago, var en ungersk skulptör, målare, formgivare och fotograf.

## Biografi
László Moholy-Nagy studerade till advokat. Han bodde runt 1920 i Berlin och arbetade tillsammans med El Lisitskij. Hans originalitet upptäcktes snart av Walter Gropius. Han var verksam i Tyskland, bland annat som lärare vid Bauhaus 1923–1928, samt från 1937 i USA, där han grundade och ledde New Bauhaus i Chicago, nuvarande Institute of Design.
Under 1930-talet var han medlem av gruppen Abstraction-Création i Paris. 
Intresserad av ljus och rörelse experimenterade László Moholy-Nagy i nära kontakt med de ryska konstruktivisterna med en på rena former byggd skulptur, gärna rörlig och i genomskinligt material som plexiglas, ibland i kombination med ljusprojektorer. Liknande idéer försökte han tillämpa inom scendekor, reklam med mera.
Moholy-Nagys genomskinliga Rymdmoduler har influerats av Naum Gabos skulpturala verk. I likhet med denne intresserade han sig för det dynamiska förhållandet mellan olika former i rummet.
I juli 1937 beslagtogs hans målning Abstrakt Komposition av de nationalsocialistiska myndigheterna på Landesmuseum (före detta Provinzial-Museum) i Hannover. Till skillnad från många andra konstnärers verk visades den inte på den beryktade utställningen Entartete "Kunst". Enligt det beslagsinventarium som upprättats av Freie Universität Berlin betecknas målningen däremot som zerstört [förstörd].

## Galleri

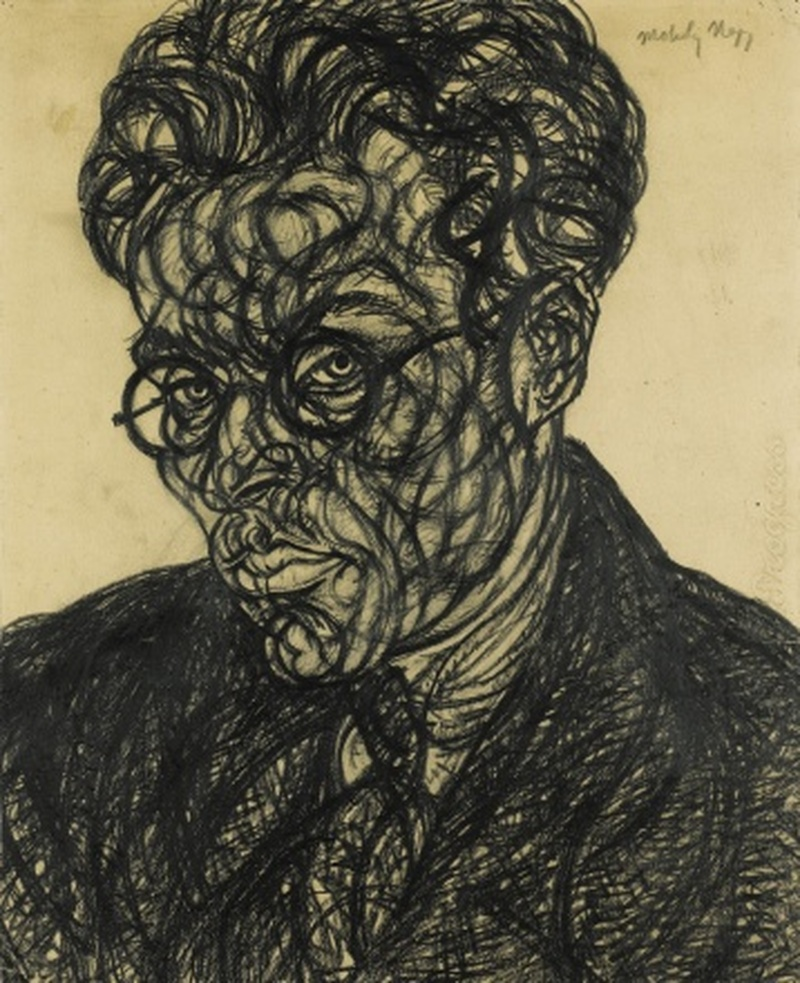
Självporträtt (1918), vaxkrita på papper, 37,9 x 31 cm.
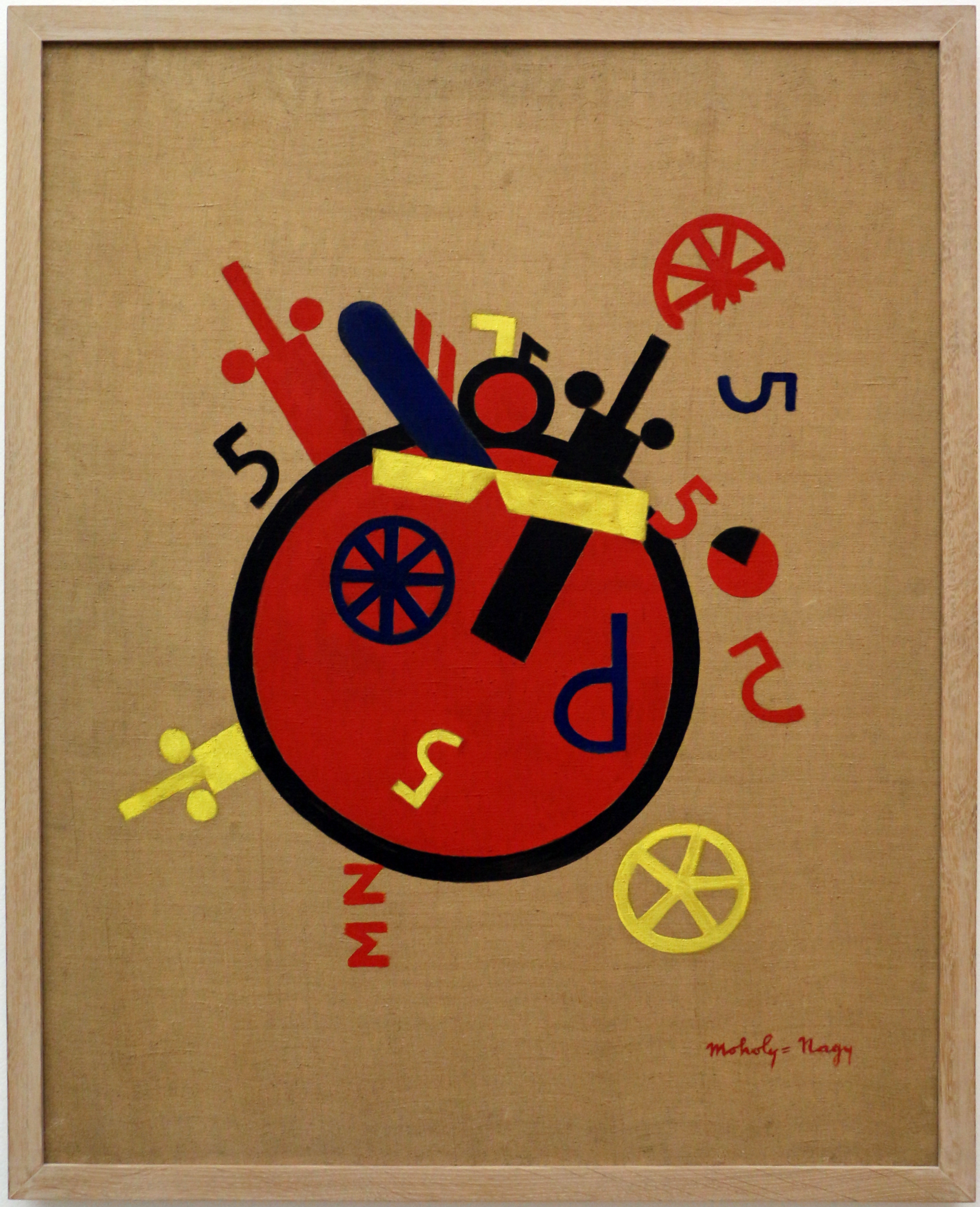
La grande macchina delle emozioni (1920), olja på duk, Van Abbemuseum.
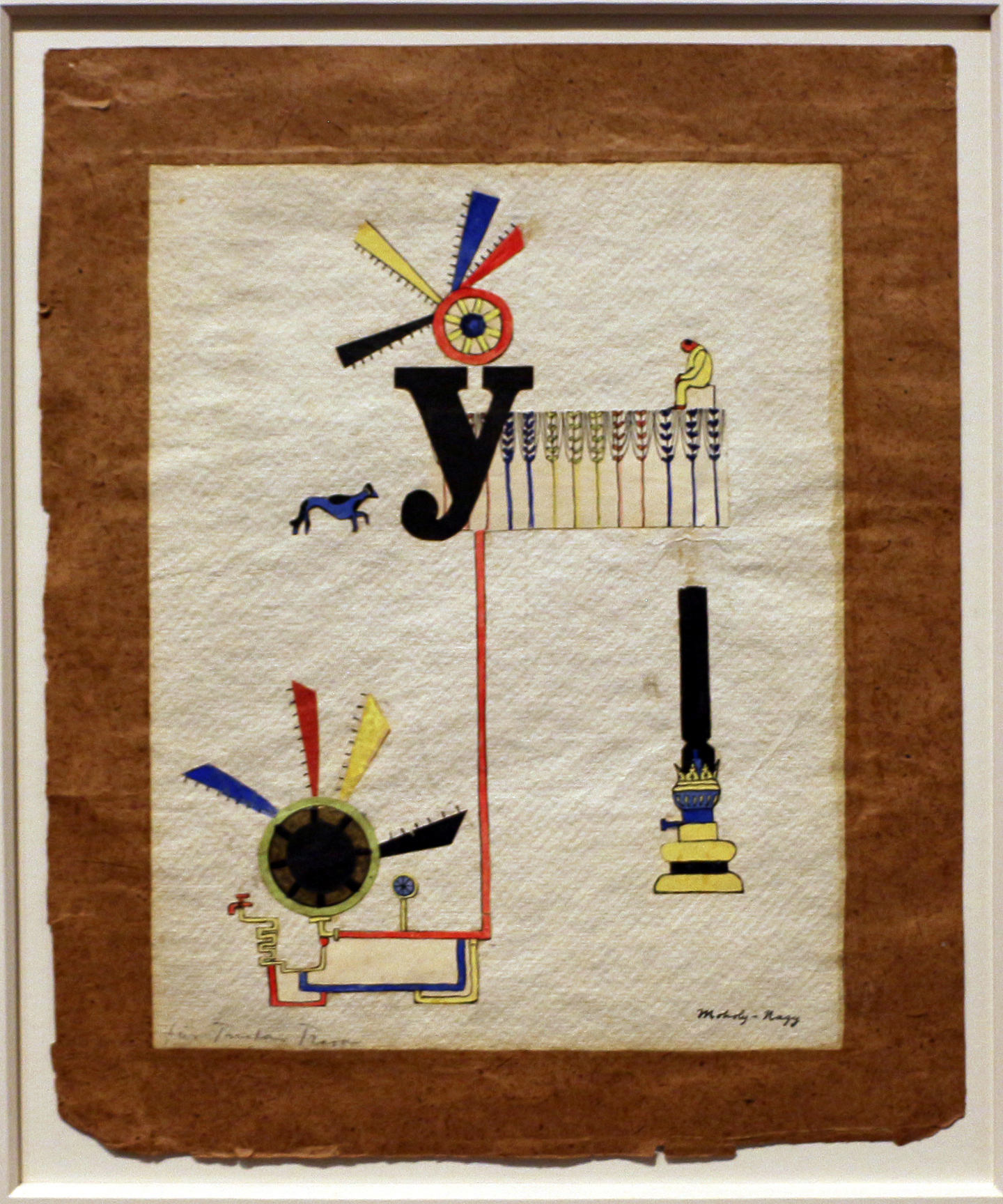
Y (1920-1921), gouache och collage, privat ägo.
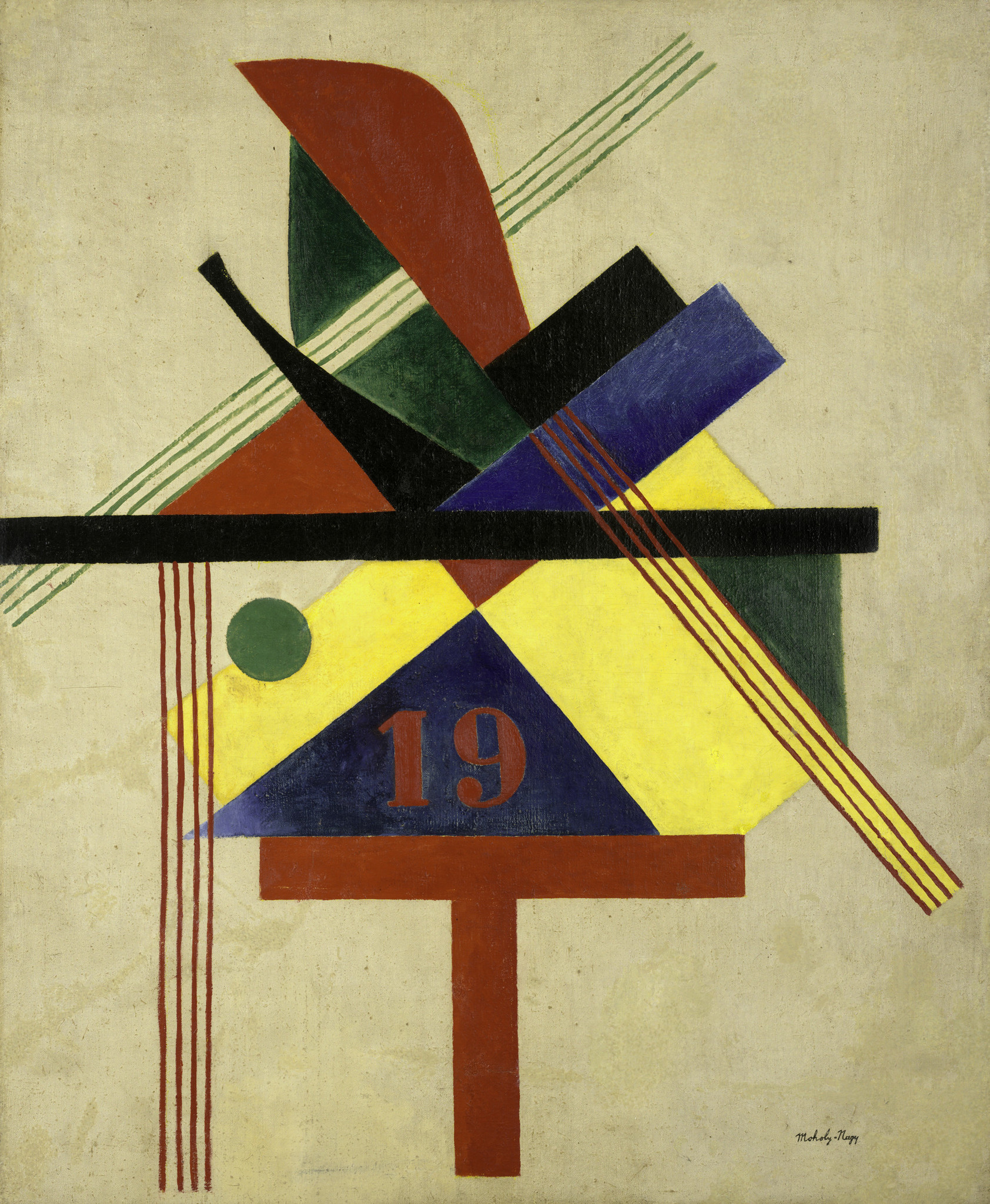
19, 1921, olja på duk, Busch-Reisinger Museum, Cambridge, Massachusetts.
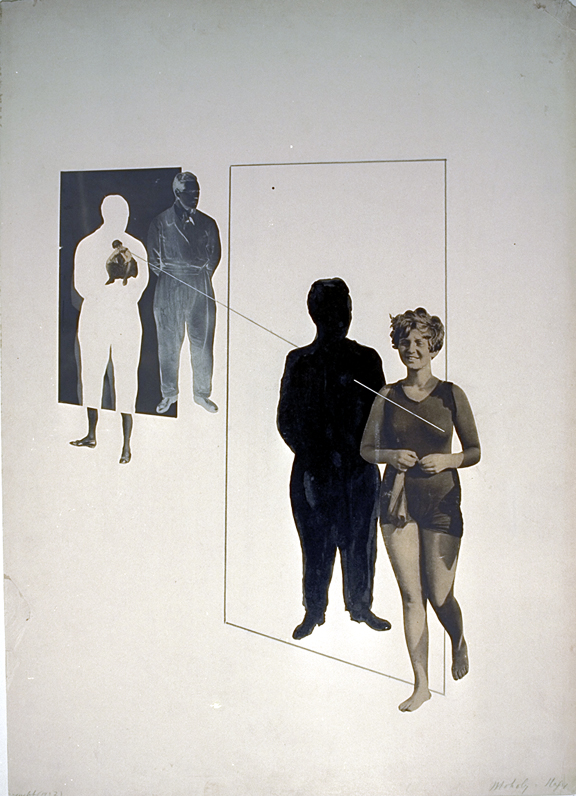
Svartsjuka (1927), fotomontage, George Eastman Museum, Rochester NY.